# غلاديس بيريجليان
غلاديس بيريجليان (بالإنجليزية: Gladys Berejiklian)‏ (22 سبتمبر 1970 -) سياسية أسترالية، وهي رئيسة الوزراء الحالية لـ«نيو ساوث ويلز»، وزعيم الحزب الليبرالي نيو ساوث ويلز، وكانت عضوا في الجمعية التشريعية لنيو ساوث ويلز منذ 2003، والتي تمثل مقر ويلوبي.